# الرومانية الكاثوليكية في الأرجنتين

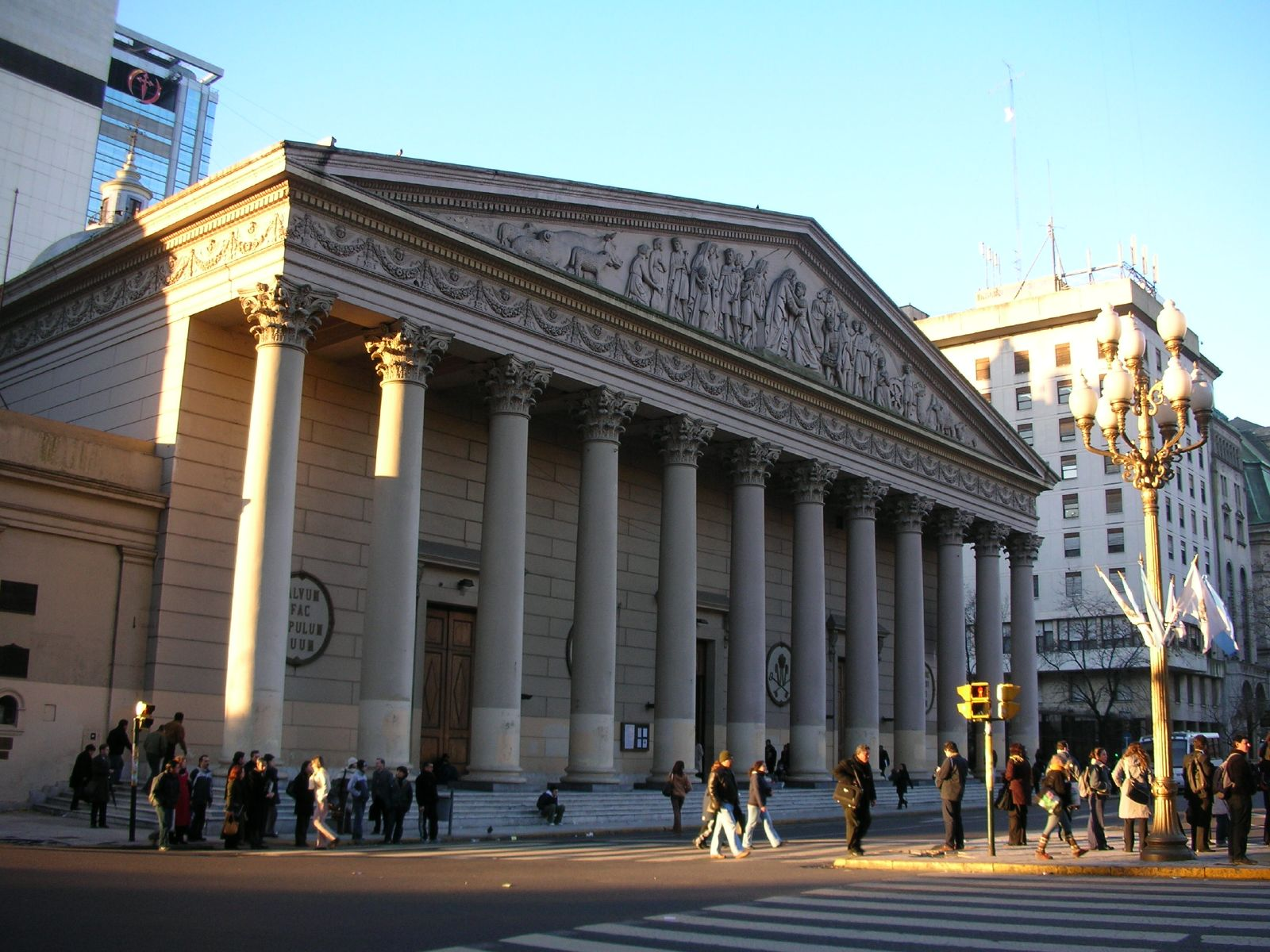
كاتدرائية متروبوليتان بوينس آيرس.

يتشرب المجتمع والثقافة والسياسة في الأرجنتين بعمق من تأثير الكنيسة الرومانية الكاثوليكية. ويتمثل في مكانة الكنيسة في الهوية الوطنية الأرجنتينية، والذي يمتد عبر الطيف الأيديولوجي، وتحظى الكنيسة بمستوى كبير من الأرجنتينيين على جوانب مختلفة من سياسية واجتماعية.
وطدت الكنيسة قبضتها على الأرجنتين خلال فترة الحكم الاستعماري الإسباني من القرن السادس عشر إلى القرن التاسع عشر في وقت مبكر. وقد تعزز الوجود المسيحي مع الهجرة الكبيرة من الدول الأوروبية إلى الأرجنتين حيث هاجر الملايين إلى البلاد وبشكل خاص من الأصول الإيطالية والإسبانية. وتشمل كذلك أصول أوروبية أخرى كالألمانية والآيرلندية، والبرتغالية، والفرنسية، والكرواتية والإنكليزية غالبية هؤلاء المهاجرين كانوا من خلفية دينية كاثوليكية وحملوا معهم الثقافة الكاثوليكية وتقاليدها إلى الأرجنتين.
أيد وعارض قادة الكنيسة وبأشكال مختلفة سياسات خوان بيرون والتكتيكات العنيفة من الحرب القذرة. لا تزال الكنيسة الكاثوليكية الدين الرسمي للدولة وممثلي الكاثوليكية يمشاركون في العديد من وظائف الدولة. وتضمن أيضًا حرية الدين في الدستور. اليوم، هناك خلاف بين الكنيسة والدولة تشمل وسائل منع الحمل والسياسات الاقتصادية ودور الكنيسة في الحرب القذرة.
هناك ما يقدر 33,000,000 معمد على الطقس الكاثوليكي في الأرجنتين، أي ما يقرب من 89% من السكان. وفقًا لدراسة أجريت عام 1999، وجدت أنّ 78% من الأرجنتينيين يعتبرون أنفسهم كاثوليك، على الرغم من النسبة العالية من الكاثوليك إسميًا الاّ أنّ العديد من الكاثوليك يحضرون الكنيسة في مناسبات اجتماعية محددة (حفلات الزفاف واحتفالات المعمودية وأول قربانة، وما إلى ذلك). وفقًا لإحصائية كتاب حقائق العالم وجدت أن 92% من السكان هم من الكاثوليك ومنهم فقط 20% يعتبرون أنفسهم ممارسين للكاثوليكية أسبوعيًا.
رعت الكنيسة الكاثوليكية التعليم في الأرجنتين اليوم تملك الكنيسة الكاثوليكية سبع جامعات وهي الجامعة الحبرية الكاثوليكية في بوينس آيرس، ويونيفرسيداد كاتوليكا دي قرطبة، وجامعة دي لا بلاتا، وجامعة سالتا دي، وجامعة دي سانتا في، جامعة دي كويو، وجامعة دي سانتياغو ديل استيرو. بالإضافة إلى رعاية مئات المدارس الابتدائية والثانوية في جميع أنحاء البلاد، مع تمويل حكومي.